# اسلوبودان کاچار
اسلوبودان کاچار (سیریلیک صربی: Слободан Качар؛ زادهٔ ۱۵ سپتامبر ۱۹۵۷) بوکسور اهل صربستان بود.